# Лысенко, Иван Тимофеевич
Иван Тимофеевич Лысенко (1914—1984) — истребитель танков, старший сержант Рабоче-крестьянской Красной Армии, участник Великой Отечественной войны, Герой Советского Союза (1944).

## Биография
Родился 22 апреля 1914 года в селе Черкассовка (ныне — Ивановский район Амурской области). Окончил начальную школу. В 1941 году был призван на службу в Рабоче-крестьянскую Красную Армию. С июня того же года — на фронтах Великой Отечественной войны. В боях три раза был ранен. К августу 1943 года старший сержант Иван Лысенко был помощником командира взвода противотанковых ружей 600-го стрелкового полка 147-й стрелковой дивизии 27-й армии Воронежского фронта. Отличился во время освобождения Сумской области Украинской ССР.
9 августа 1943 года во время боёв за село Кириковка лично уничтожил 7 немецких танков, был ранен, но продолжал сражаться. В результате противник на этом участке был вынужден отойти.
Указом Президиума Верховного Совета СССР «О присвоении звания Героя Советского Союза генералам, офицерскому, сержантскому и рядовому составу Красной Армии» от 10 января 1944 года за «образцовое выполнение боевых заданий командования на фронте борьбы с немецко-фашистскими захватчиками и проявленные при этом отвагу и геройство» был удостоен высокого звания Героя Советского Союза с вручением ордена Ленина и медали «Золотая Звезда».
После окончания войны был демобилизован. Отбыл 10 лет лагерей за "измену родине". 
Проживал и работал в посёлке Щербиновский Краснодарского края. Умер 20 января 1984 года.
Был также награждён рядом медалей.